# Christian Ibeagha
Christian Ogochukwu Ibeagha (* 10. ledna 1990, Port Harcourt, Nigérie) je americký fotbalový obránce nigerijského původu, který v současnosti působí v klubu FC Suðuroy z Faerských ostrovů.

## Klubová kariéra
Ibeagha pochází z nigerijského přístavního města Port Harcourt. Kopanou však hraje od mládí v USA, kde získal i občanství. V seniorském fotbale vystřídal americké amatérské celky IMG Academy Bradenton, Cary Clarets a Carolina Dynamo (všechny na úrovni čtvrté ligy).
V červenci 2012 přestoupil do profesionálního klubu Puerto Rico Islanders hrajícího NASL (North American Soccer League), americkou druhou ligu. Zde podepsal svůj první profesionální kontrakt.
Od léta 2013 zkoušel štěstí v Evropě, kde mu jeho agentura International PRO Management domlouvala testy v některých klubech. Jedním z nich byl i český Bohemians Praha 1905, kde při premiérovém utkání za juniorku odehrál kompletní počet minut na pozici stopera (středního obránce) proti Slavii (výhra 4:2). Na přelomu srpna a září odehrál za juniorku celkem tři zápasy a vstřelil jednu branku. Poté se vrátil do USA. V říjnu byl zpět v ČR a odehrál ještě jeden zápas. Pak se musel kvůli podání žádosti o dlouhodobé vízum vrátit opět do USA. Svými výkony však zaujal a dostal v Bohemce víceletou smlouvu a dres s číslem 18. Počátkem listopadu 2013 se připojil k A-týmu Bohemians 1905.
V únoru 2015 odešel do klubu FC Suðuroy z Faerských ostrovů.

## Reprezentační kariéra
Během středoškolských let v USA odehrál jeden zápas za americkou reprezentaci do 17 let (v roce 2006).